# Montabaur Open 1987
Il Montabaur Open 1987 è stato un torneo di tennis facente parte della categoria ATP Challenger Series nell'ambito dell'ATP Challenger Series 1987. Il torneo si è giocato a Montabaur in Germania dal 25 al 31 maggio 1987 su campi in terra rossa.

## Vincitori

### Singolare
Nicklas Kroon ha battuto in finale  Wolfgang Popp con il punteggio di 6–1, 6–3

### Doppio
Axel Hornung /  Christian Saceanu hanno battuto in finale  Jorge Lozano /  Agustín Moreno con il punteggio di 6–3, 6–4